# ゴメセンデ

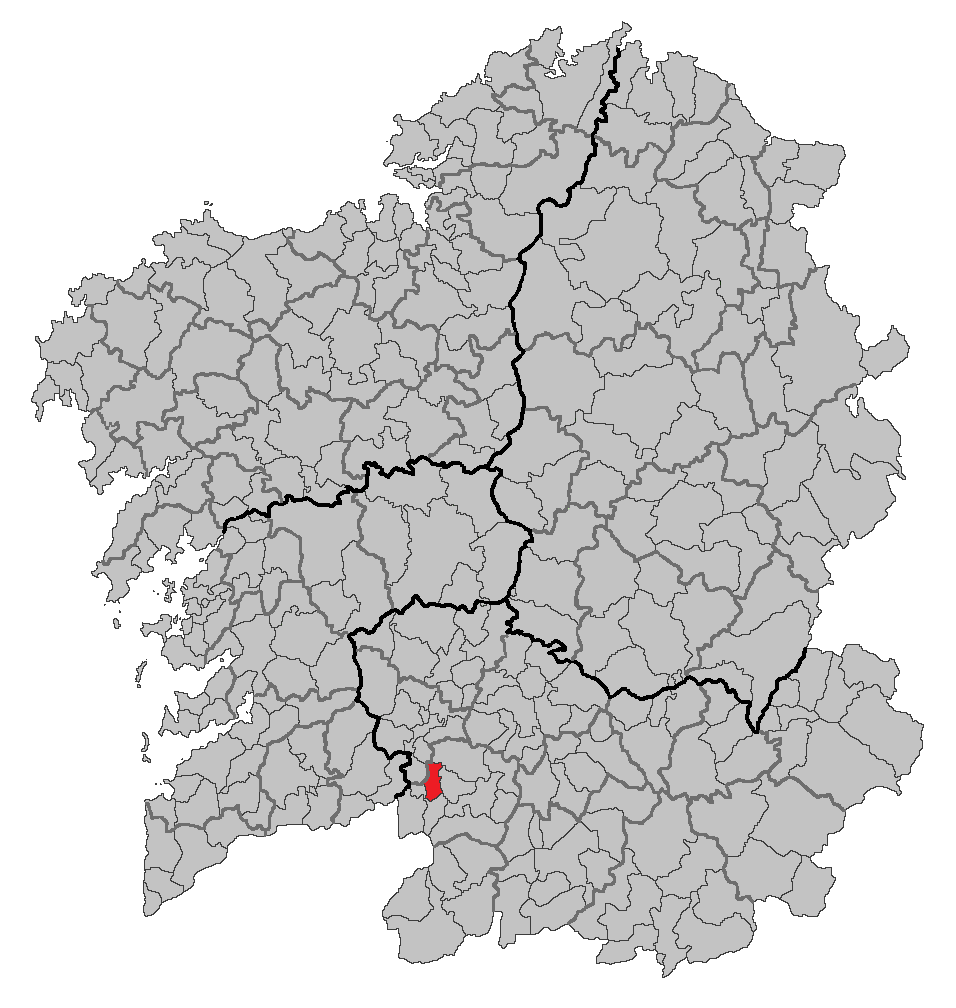
ガリシア州内の位置

ゴメセンデ（Gomesende）は、スペイン、ガリシア州、オウレンセ県の自治体。コマルカ・ダ・テーラ・デ・セラノーバに属する。ガリシア統計局によれば、2012年の人口は914人（2011年：946人、2010年：968人、2009年の人口は1,018人、2004年：1,118人、2003年:1,105人）。
ガリシア語話者の自治体住民に占める割合は99.45%（2001年）。

## 地理
ゴメセンデはオウレンセ県の西部に位置し、コマルカ・ダ・テーラ・デ・セラノーバに属する。北はア・アルノイア、カルテージェ、東はラミラス、南はキンテーラ・デ・レイラード、西はポンテデーバ、コルテガーダの各自治体と隣接、自治体中心地区はポウロ教区のソブラード地区。
ゴメセンデはセラノーバ司法管轄区に属す。

### 人口
住民は6の教区の68の地区（集落）に居住する。
| ゴメセンデの人口推移 1900－2010                         |
|                                                         |
| 出典:INE（スペイン国立統計局）1900年 - 1991年、1996年 - |

## 歴史
Gomesendeという地名はゲルマン語起源であるとされる。
中世を通じてセラノーバ修道院（Mosteiro de Celanova）がサン・ロウレンソ・デ・フスタン教区の管轄権を有していた。そして、残りの教区は王家の領主権下にあったが、アフォンソ9世によって1214年にオウレンセのカテドラルのサン・ミゲル・デ・ゴメセンデ領地に寄進された。後にこれらの土地のいくつかは俗世の貴族の手に戻った。
自治体内をポンテベドラとセラノーバを結ぶ街道が通っており、この道を通ってア・アルノイアからリベイロ・ワインが船積みされていた。

## 政治
自治体首長はガリシア国民党（PPdeG）のプーラ・ロドリゲス・アルバレス（Pura Rodríguez Álvarez）。自治体評議員は、ガリシア国民党：5、MDG：2となっている（2011年5月22日の自治体選挙結果、得票順）。
| 1999年6月13日自治体選挙 |        |        |          |
| 政党                    | 得票数 | 得票率 | 獲得議席 |
| PPdeG                   | 532    | 63.87% | 7        |
| BNG                     | 152    | 18.25% | 1        |
| PSdeG-PSOE              | 145    | 17.41% | 1        |

| 2003年5月25日自治体選挙 |        |        |          |
| 政党                    | 得票数 | 得票率 | 獲得議席 |
| PPdeG                   | 438    | 60.08% | 6        |
| PSdeG-PSOE              | 152    | 20.85% | 2        |
| BNG                     | 138    | 18.93% | 1        |

| 2007年5月27日自治体選挙 |        |        |          |
| 政党                    | 得票数 | 得票率 | 獲得議席 |
| PPdeG                   | 308    | 39.84% | 4        |
| IPG                     | 198    | 25.61% | 2        |
| BNG                     | 177    | 22.90% | 2        |
| PSdeG-PSOE              | 82     | 10.61% | 1        |

| 2011年5月22日自治体選挙 |        |        |          |
| 政党                    | 得票数 | 得票率 | 獲得議席 |
| PPdeG                   | 389    | 58.32% | 5        |
| MDG                     | 142    | 21.29% | 2        |
| BNG                     | 70     | 10.49% | 0        |
| PSdeG-PSOE              | 61     | 9.15%  | 0        |

## 教区
ゴメセンデは6の教区に分けられている。太字は自治体中心地区のある教区。
- ア・アギーア（サンタ・マリーア）
- オ・パオ（サンタ・マリーア）
- ペノシーニョス（サン・サルバドール）
- ポウロ（サン・ペドロ）
- サン・ロウレンソ・デ・フスタンス（サン・ロウレンソ）
- オ・バル（サンタ・マリーア）